# تصفيات كأس العالم 2014 (أوقيانوسيا)
تصفيات أوقيانوسيا لكأس العالم لكرة القدم 2014 سوف تشهد فرق تتنافس لحجز مقاعدها في النهائيات في البرازيل.

## النظام
النظام الأول كان قد حدد بأن التصفيات ستبدأ في أغسطس 2011 في دورة ألعاب المحيط الهادي 2011 في نوميا، كاليدونيا الجديدة، حيث كانت ستكون مسابقة كرة القدم بمثابة الدور الأول من تصفيات أوقيانوسيا لكأس العالم.
ومع ذلك، في يونيو 2011 تم تعديل نظام التصفيات، وألعاب المحيط الهادي لم تعد جزء من مرحلة التصفيات. النظام الجديد سيشهد أسوأ أربعة فرق يلعبون مسابقة بنظام الدوري من مرحلة واحدة من 21–26 نوفمبر 2011، من المرجح أن تقام في ساموا. الفريق الأفضل في هذه المسابقة سوف ينضم حينها إلى سبعة فرق في كأس أمم أوقيانوسيا 2012 التي مقرر أن تقام في فيجي من 1–12 يونيو 2012. الفرق التي وصلت إلى نصف النهائي من نفس المسابقة سوف يتأهلون إلى الدور الثالث.
الدور الثالث، يتكون من نظام ذهاب وإياب على شكل دوري من مرحلتين، سوف تجري مبارياته ما بين 7 سبتمبر و26 مارس 2013. فائز الدور الثالث سوف يشارك في الملحق القاري مع فريق من اتحاد آخر، وسيكون منافس الفائز من تصفيات أوقيانوسيا من اتحادات آسيا، أمريكا الجنوبية، أمريكا الشمالية، سيحدده الفيفا في القرعة العشوائية يوم 29 يوليو 2011.

## التصنيف
التصنيف الذي سيستخدم في قرعة الدورين الأول والثاني سوف يستند على تصنيف الفيفا للمنتخبات لشهر يوليو 2011.

## المشاركون
| - ساموا الأمريكية - جزر كوك - فيجي - كاليدونيا الجديدة - نيوزيلندا - بابوا غينيا الجديدة | - ساموا - جزر سليمان - تاهيتي - تونغا - فانواتو |